# مارلین ون نیکرک
مارلین ون نیکرک (انگلیسی: Marlene van Niekerk؛ زادهٔ ۱۰ نوامبر ۱۹۵۴) یک شاعر، نویسنده داستان کوتاه و رمان‌نویس اهل آفریقای جنوبی است.
خانم ون نیکرک در «رشته زبان و فلسفه» از «دانشگاه استِلِنبوش» فارغ‌التحصیل شده است. وی در حال حاضر در «دیپارتمان زبان هلندی و آفریکانس» در «دانشگاه استلنبوش» مشغول به تدریس است.
منتقدان، استفاده خلاقانه او از زبان عامیانه و چالش‌های زبانی در آثارش را ستوده‌اند. معروف‌ترین رمان وی «تریموف» (Trimof) نام دارد که در سال ۱۹۹۴ منتشر شد و درباره یک خانواده فقیر و آشفته آفریقایی است و فیلمی بر اساس آن ساخته شد که برنده جایزه بهترین فیلم، در «جشنواره بین‌المللی فیلم دوربان» در سال ۲۰۰۸ شد
وی برنده «جایزه اینگرید یونکر» در سال ۱۹۷۸ و «جایزه هرترزوگ» در سال ۲۰۰۷ شده است
وی نامزد دریافت جایزه من بوکر سال ۲۰۱۵ شده است.